# Escola de Amsterdã

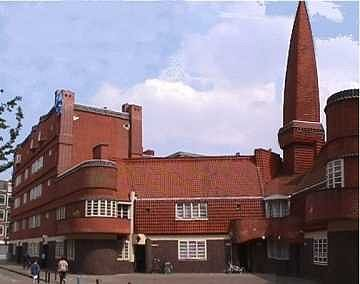
Het Schip, de Michel de Klerk, Amsterdam (1917-20).

A Escola de Amsterdã (português brasileiro) ou Escola de Amesterdão (português europeu) foi um movimento arquitetônico ligado ao expressionismo que se desenvolveu na cidade de Amsterdã (Países Baixos) entre 1915 e 1930. Influenciados pelo modernismo (principalmente Henry van de Velde e Antoni Gaudí) e por Hendrik Petrus Berlage, inspiraram-se nas formas naturais, com edifícios de design imaginativo nos que predomina o uso do tijolo e do concreto. Os seus principais membros foram Michel de Klerk, Pieter Lodewijk Kramer e Johan van der Mey, que trabalharam conjuntamente múltiplas vezes, contribuindo para o desenvolvimento urbanístico de Amsterdã, com um estilo orgânico inspirado na arquitetura tradicional holandesa, destacando-se as superfícies onduladas. As suas principais obras foram  Scheepvaarthuis (van der Mey , 1911-1916) e Eigen Haard Estat (De Klerk, 1913-1920).